# 스리마일섬 원자력 발전소 사고

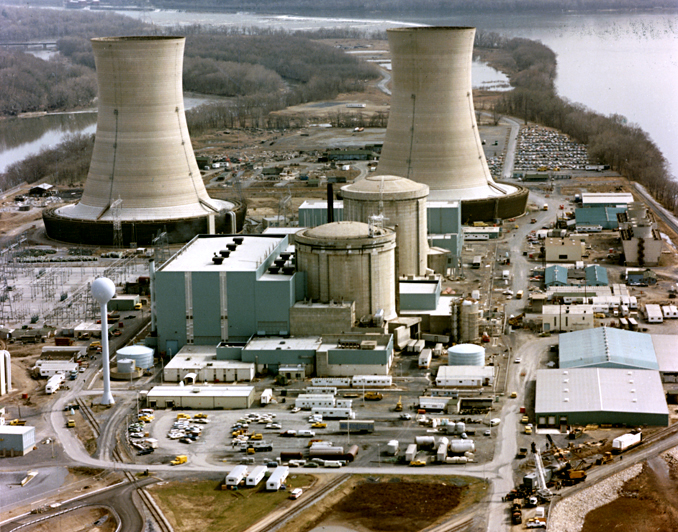
스리마일섬 원자력 발전소 전경

스리마일섬 원자력 발전소 사고(영어: Three Mile Island accident)는 1979년 3월 28일 미국 펜실베이니아주 해리스버그 시에서 16km 떨어진 도핀 카운티의 서스쿼해나 강 가운데 있는 스리마일섬 원자력 발전소 2호기(TMI-2)에서 일어난 노심용융(nuclear meltdown) 사고로 미국 상업 원자력산업 역사상 가장 심각한 사고이다.
스리마일섬 원자력 발전소에는 총 2기의 원자로가 건설되었으며, TMI-2 원자로의 유형은 가압경수로형이고 출력은 2,772MWt(906MWe)로 설계는 밥콕 앤 윌콕스 사에서 맡았다.
1978년 4월에 전기 생산을 시작하여 1978년 12월 30일부터 상업운전을 시작하였다.

## 사고 개요

스리마일섬 원자력 발전소 2호기(TMI-2) 개요도

상업운전을 시작한지 4개월째 되던 1979년 3월 28일 새벽 4시, 정격출력의 97%로 출력운전 중 자동밸브 장치에 이상이 생겨 원자로 중심에서 순환하는 물로부터 열을 전도시키는 장치인 열 교환기에 물 공급이 중단되었다.
게다가 2차계통의 물이 줄어들면 자동 계기가 줄어든 만큼 물을 자동으로 공급하도록 설치된 보조급수기까지 작동하지 않았다. 거기에 경수로 안을 냉각하는 긴급노심냉각장치(ECCS)가 작동하였지만 운전원이 실수로 한동안 ECCS의 작동을 멈추게 하면서 통제 불능 상태가 되고 말았다. 결국 열 교환기에서 냉각수 온도를 낮추지 못하자 냉각수가 증발되면서 증기 압력이 높아져 파이프가 파괴되었고, 마침내 터빈과 원자로가 자동으로 정지되었다. 하지만 불과 몇 시간 사이에 원자로의 1차 계통이 파괴되어 냉각수가 유출되었으며 온도가 5000도 이상 올라갔다. 원자로는 온도가 급상승해 핵 연료봉이 녹아내리고 급기야 원자로 용기 내부의 하부반구 (Lower plenum) 에까지 흘러들어갔다 (하지만 원자로 용기 (Reactor Pressure Vessel)은 파손되지 않았다.). 건물 내의 방사능 수치는 정상치보다 1000배나 높아졌다. 사고가 커지는 동안에도 기술자들은 원인을 밝혀내지 못하고 갈팡질팡했다.
여러 겹의 방어선을 설치해 사고 확대를 막는 심층 방호 시스템도 제대로 작동하지 않아 다섯 겹의 보호막 중에서 네 번째 방호벽까지 뚫렸다. 통제실 계기판의 상태 표시는 계속 모순된 신호를 나타내었고, 상황이 파악된 것은 사고 발생 16시간이나 지나서였다. 냉각 펌프를 작동시키자 겨우 온도가 내려가기 시작했으나, 이미 노심의 절반 이상은 녹아 내린 뒤였다.
그 결과 원자로 중심부가 부분적으로 노출되었고, 핵연료의 외피에 입혀진 지르코늄이 주위의 과열된 증기와 반응해서 많은 양의 수소기체가 발생되었다.
이 수소 기체 가운데 일부는 원자로 중심에서 빠져나가 격납용기로 흘러 들어갔으나, 일부 방사성 기체가 대기 중에 노출된 사실은 이틀 뒤에 확인되었다.
방사성물질 방출 측면에서는 경미하였지만, 당시 운전 중이던 원전에 대해 개선 필요성이 제기되었다. 설계 측면에서 인적 요소의 미흡한 고려가 원전 사고의 주원인으로 제기되면서 원자력발전소 설계에서 인간-기계 연계 요소(MMI; Man machine interface)가 반영되어야 함이 부각되었다. 이에 따라 원자로 조종사의 체계적인 교육 훈련 강화 및 절차서 개선 등과 함께 인간-기계 연계성을 강화한 설계 반영 등 관련 후속 보완조치가 이루어졌으며, 이러한 개선 사항은 대한민국의 원자력발전소에도 적용되었다.

## 구체적 사고 요인
실제 사고를 일으킨 원인은 새벽 4시 보다 11시간 앞서 일어났다. 2차 냉각 장치 중 condensate polishers에서 blockage 현상이 일어났다. blockage 현상은 resin filter에서는 일상적으로 일어나는 현상이기 때문에, 담당자는 압축공기를 불어 넣었으나, 제거가 되지 않자 압축공기를 이용하여 물을 강제로 주입하였다. 레진은 제거되었으나 이중 일부는 물에 밀려 역지밸브를 개방하게 만들었고, 계측공기배관으로 들어가게 되었다. 이로 인해 주급수펌프, 복수기 부스터펌프 및 복수기펌프가 모두 정지하게 되었다.
주급수 공급이 차단되면 원자로가 정지하더라도 계속 발생하는 노심의 잔열을 제거하기 위해 보조급수계통이 작동되어야 하나, 당시 보조급수계통은 원자로가 운전 중이었음에도 불구하고 보수점검을 위해 밸브를 잠가 놓는 바람에 작동이 되지 않았다. 결국, 증기발생기를 통한 1차 계통의 열 제거가 이루어지지 않았고, 1차 계통의 온도가 급격히 올라갔으며, 압력이 증가하여 계통을 보호하기 위한 가압기 방출밸브가 자동으로 열리게 되었다.
1차 계통의 압력이 떨어지면서, 가압기 방출밸브가 닫혔으나, 불완전하게 닫히는 바람에 1차측 고온고압의 냉각수가 열린 밸브를 통해 계속 흘러나갔다. 가압기 방출밸브를 통해 빠져나온 물은 보통 원자로배수탱크에 모이게 되어 있으나, 1차 계통의 물이 계속 빠져나오는 바람에 원자로배수탱크에 설치된 파열판이 파열되어 1차측의 물이 바로 원자로 건물로 빠져나오게 되었던 것이다.
이에 추가하여 1차측에 증기와 물이 섞여 흐르게 되어 냉각수펌프가 요동을 치게되자, 운전원은 이 펌프를 정지시켰고, 가압기 방출밸브의 닫힘을 지시하는 계기는 정상적으로 닫혀있는 것으로 신호가 들어와 있어, 운전원은 냉각수가 방출되고 있다는 것을 알지 못했다. 1차계통의 압력이 급격히 떨어지면 안전주입계통이 작동되어 냉각수를 주입하게 되어 있으나, 운전원은 잘못 지시된 수위계측기로 냉각수가 충분한 것으로 판단하여 안전주입을 차단시켰다. 결국, 비정상적으로 열려있는 가압기방출밸브를 통해 냉각수는 계속 빠져나왔지만, 냉각수의 공급원은 모두 차단되는 상황이 지속되어 핵연료에서 발생되는 열을 제거할 수 없는 상태에 이르게 되면서 핵연료의 용융이 시작되었다.
초기에 아주 작은 실수와 운전 중의 운전지침서 위반, 그리고 설비의 결함, 운전원의 반복된 실수 등이 계속 이어지면서 핵연료가 용융되는 상황이 발생하게 된 것이었다.

## 피해
피해를 우려한 주 정부는 도핀 카운티의 임산부와 어린이들을 대피시켰다. 그러자 주민들은 공황상태에 빠져 10만 여명이 일시에 도망치듯 빠져나갔다.
그러나 조사보고서에 따르면 1m 두께의 격납 용기 덕분에 사고기간 중 발전소 부근에서 받은 공중의 피폭선량은, 자연방사인00R에 양으로써 반경 16 km 이내 주민들의 방사능 노출 수준은 가슴 X선 촬영을 2~3번 한 정도로 큰 피해는 발생하지 않아, 국제 원자력 사건 등급(INES) 체계에 의한 등급 5로 분류되었다.

## 논란

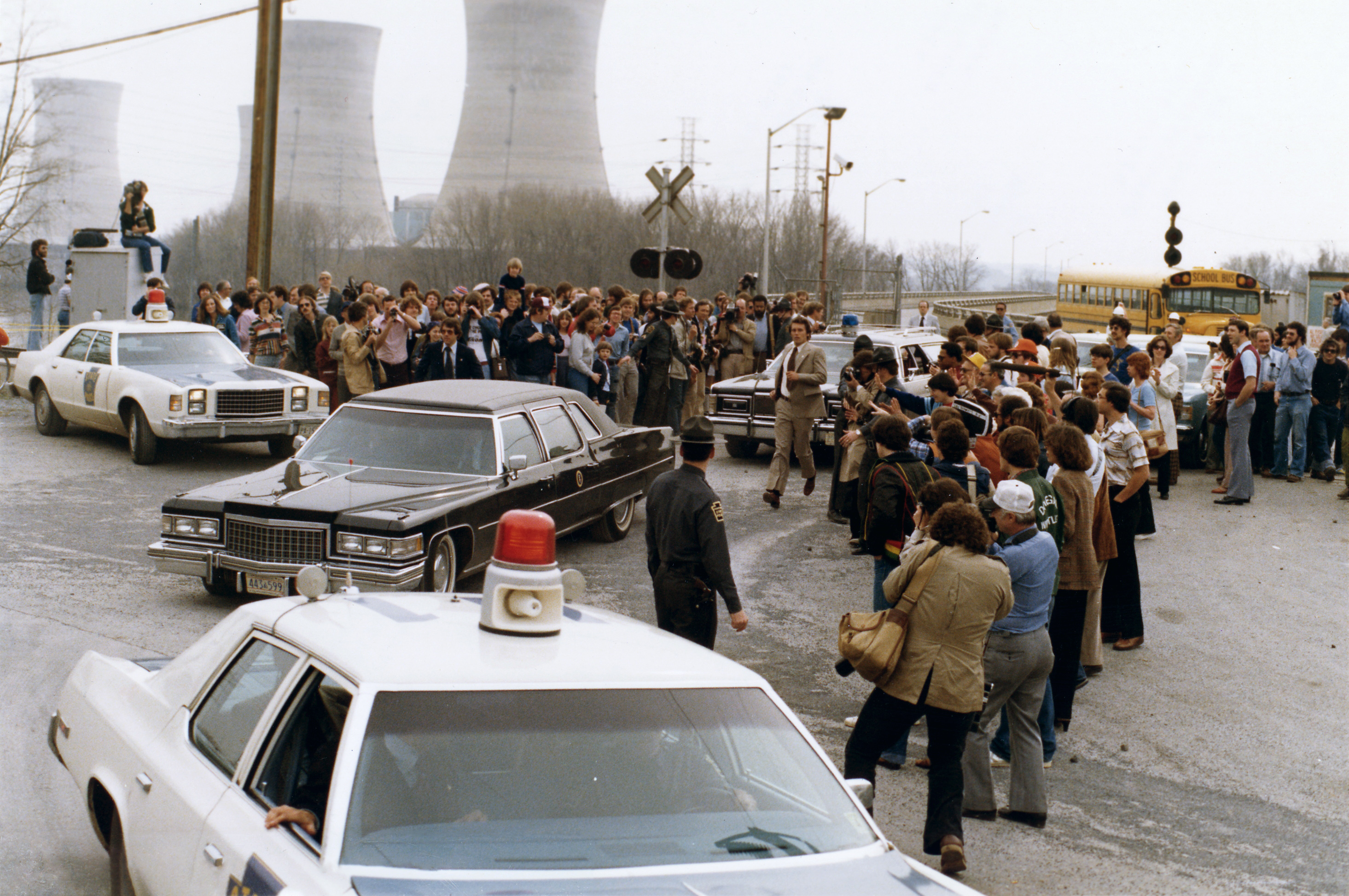
스리마일섬을 시찰 후 떠나는 지미 카터 대통령의 모습, 1979년 4월 1일

이 사고가 주민들의 건강에 특별한 해를 끼치지는 않았지만, 미국 원자력산업 전반에 끼친 영향은 커서 원자력 발전의 안전성 논란이 거세진 계기가 됐다.
비록 7년 뒤 옛 소련의 체르노빌 원자력 발전소 사고로 사상 ‘최악’의 불명예는 벗었지만, 이 사고는 당시까지 세계 최악의 원전 사고였다. 가장 오염이 없고 비용이 적게 드는 꿈의 에너지원으로 각광받던 원전이었지만, 이 같은 시각은 한 순간에 뒤집혔다. 최첨단 과학기술 수준을 자랑하던 미국에서 일어난 사고였기에 충격은 더 컸다.
당시 129개 원전 건설 계획이 승인을 받은 상태였지만 이미 짓고 있던 53개 발전소만 건설이 계속됐을 뿐 나머지 계획은 취소됐다.
사고 종료 후 TMI-2원전은 영구 폐쇄가 되었고 같은 구조로 된 원자로 7개가 작동을 중지했으며, 지미 카터 당시 미국 대통령은 사고 현장을 방문해 “미국은 새 원전을 짓지 않는다”고 선언했다.
원전에 대한 대중들의 공포나 불신은 증대되었으며, 새로운 원자력발전소 건립을 반대하는 시민들의 운동도 강해졌다.

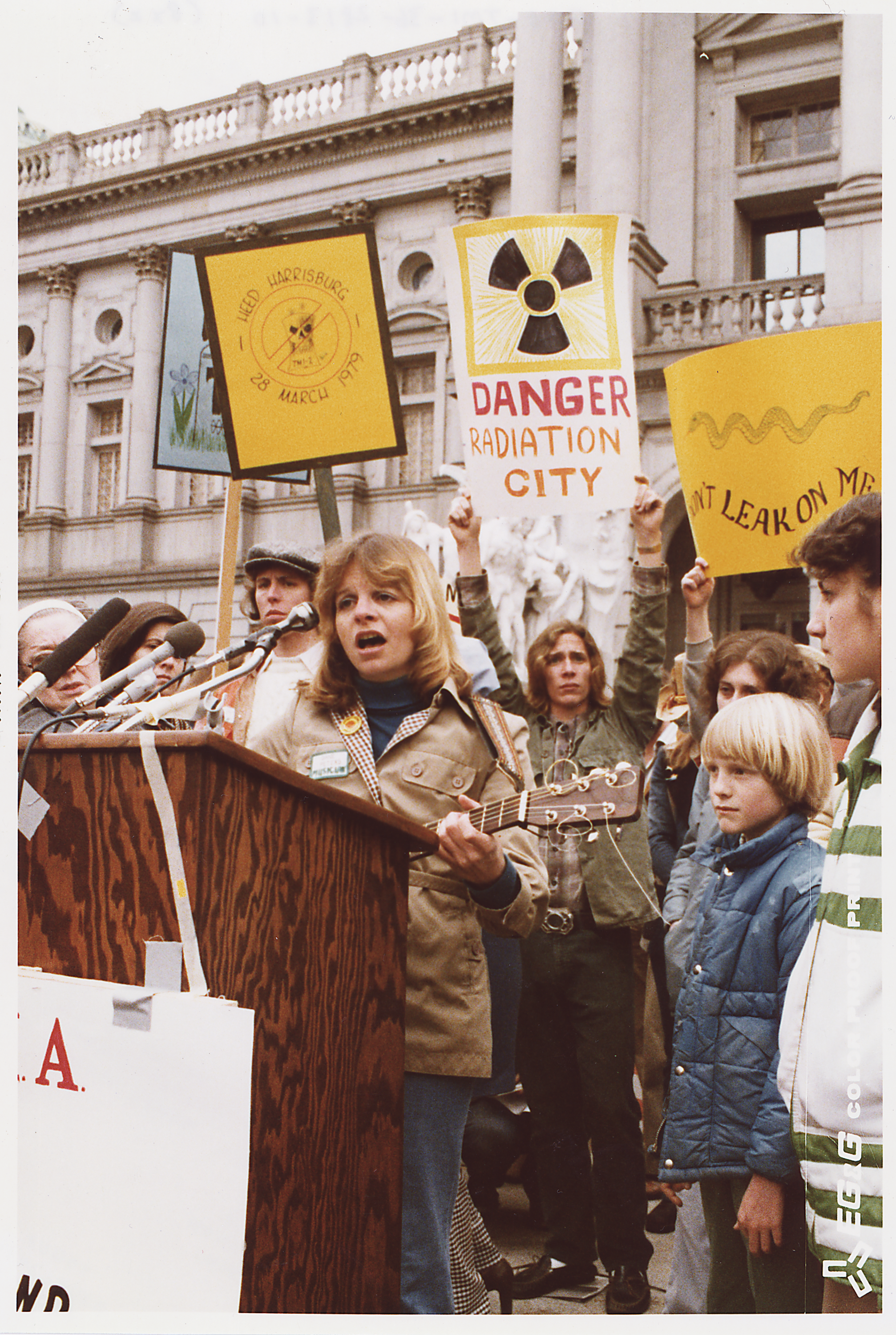
스리마일 원자력 발전소 사고로 촉발된 1979년 펜실베이니아주 해리스버그의 반핵 운동

손상되지 않은 스리마일섬의 제1원자로도 1985년 10월까지 다시 작동되지 않았다. 여전히 방사능을 가진 채로 손상된 제2원자로의 정화작업은 1980년대 말까지 계속되었다. 이 작업에 소요된 비용은 약 10~18억 달러이다.
이어진 체르노빌 사고 이후 미국의 원전 발전 가동량은 급격한 증가세가 멈추게 되었다.
TMI 원전사고 이후 미국의 원자력산업계는 각 원전에 대한 자체점검을 통해 강점은 공유하고 약점은 보완하는 프로세스를 체계적으로 추진하기 위해 INPO(Institute of Nuclear Power Operation)라는 기구를 만들어 유사사고의 재발을 방지하기 위해 노력하고 있다. 현재까지 이 INPO는 원전운영자간의 성능목표설정 및 운전경험교환 등 미국내 원전의 안전성 및 성능향상을 위해 주도적인 역할을 수행하고 있다.

## 같이 보기
- 스리마일섬 원자력 발전소 사고의 건강영향(영어판)
- 스리마일섬: 역사적 관점에서의 핵위기(영어판)
- 차이나 신드롬(The China Syndrome)
- 체르노빌 원자력 발전소 사고
- 후쿠시마 제1 원자력 발전소 사고